# Vice-président de l'Iran chargé de l'Économie
Le vice-président de l'Iran chargé  de l'Économie (en persan : معاونت اقتصادی ریاست جمهوری ایران)  est un responsable politique iranien, membre du cabinet présidentiel, chargé de l'économie. Il est choisi parmi les vice-présidents du pays.
L'actuel titulaire du poste est Mohsen Rezaï.

## Vice-présidents
| N°                               | Photo | Noms                      | Dates des fonctions | Dates des fonctions | Président           |
| N°                               | Photo | Noms                      | Début               | Fin                 | Président           |
| -------------------------------- | ----- | ------------------------- | ------------------- | ------------------- | ------------------- |
| 1                                |       | Mohsen Nourbakhsh         | 12 août 1993        | 14 septembre 1994   | Hachemi Rafsandjani |
| Fonction vacantes de 1994 à 2017 |       |                           |                     |                     |                     |
| 2                                |       | Mohammad Nahavandian (en) | 20 août 2017        | 25 août 2021        | Hassan Rohani       |
| 3                                |       | Mohsen Rezaï              | 25 août 2021        | en fonction         | Ebrahim Raïssi      |